# Meloe hungarus
Meloe hungarus is een keversoort uit de familie van oliekevers (Meloidae). De wetenschappelijke naam van de soort is voor het eerst geldig gepubliceerd in 1776 door Schrank von Paula.